# Wychwatyńce (Kałaharówka)
Wychwatyńce  (ukr. Вихватинці) – zniesiona wieś, obecnie w granicach wsi Kałaharówka na Ukrainie w obwodzie tarnopolskim, w rejonie czortkowskim, nad Zbruczem.

## Historia
Dawniej wieś, która w połowie XIX wieku stanowiła odrębną gminę jednostkową Królestwa Galicji i Lodomerii; w 1855 roku liczyła 152 mieszkańców. Następnie zniesiona i połączona w jedną gminę wraz z położoną na północ Kałaharówką. Także W II RP figuruje jako część Kałaharówki.
Obecnie Wychwatyńce stanowią południową część Kałaharówki.